# Tian'anmendong
Tian'anmendong (in cinese: 天安门东站S, Tiān'ānméndōng zhànP), comunemente abbreviata in Tiandong (天东, Tiāndōng), in italiano Tiananmen Est, è una stazione della linea 1 della metropolitana di Pechino.
La stazione prende il nome dalla sua posizione, in quanto collocata all'estremità est di Piazza Tienanmen, la principale piazza della capitale cinese.

## Storia
Già nel 1957, la stazione di Tian'anmendong fu inserita nel piano di rete metropolitana di Pechino redatto dagli esperti sovietici, con il nome pianificato di “stazione di Palazzo della Cultura”, ed era prevista lungo l’asse principale est-ovest sotto il Viale Chang'an.
Il 1º ottobre 1969 la tratta tra la stazione 53 (anche nota come stazione di Wusan o Gaojing) e la stazione ferroviaria di Pechino della prima fase della metropolitana di Pechino venne completata e resa operativa, sebbene inizialmente non fruibile dal pubblico.
Il 15 gennaio 1971 aprì al pubblico la prima fase della metropolitana di Pechino, nella tratta tra la stazione di Gongzhufen e la stazione ferroviaria di Pechino centrale (oggi parte della linea 2).
Successivamente, il 15 agosto 1986, iniziò la seconda fase di costruzione della metropolitana di Pechino e venne avviato uno studio di fattibilità per la realizzazione di una nuova linea tra Fuxingmen e Bawangfen, l'attuale centro finanziario di Pechino. Il 20 ottobre successivo la stazione venne inserita nella pianificazione della nuova linea.
Il 28 dicembre 1987 fu completata una nuova diramazione che si estendeva verso est fino a una nuova stazione, Fuxingmen, situata tra le stazioni di Nanlishilu e Changchunjie. Il tratto tra Changchunjie e la stazione ferroviaria di Pechino fu trasferito alla nuova linea 2, mentre la prima linea gestiva il tratto tra Pingguoyuan e Fuxingmen.
Nel gennaio 1991, il rapporto di fattibilità per la costruzione di una nuova linea tra Fuxingmen e Bawangfen venne approvato e, nel giugno 1992, iniziarono i lavori della linea definita "linea Fuba" (dal 28 giugno 2000 rinominata in "linea 1"). I lavori di realizzazione della stazione di Tian'anmendong iniziarono il 28 dicembre successivo e, l'11 dicembre 1997, il Comitato per la pianificazione urbana di Pechino ufficializzò il nome della stazione.
Il 28 settembre 1999 la stazione di Tian'anmendong è entrata in servizio con l'apertura al pubblico del primo tratto della linea Fuba.

## Posizione
La stazione Tian’anmendong si trova nel distretto di Dongcheng, a Pechino, all'incrocio tra Viale Chang'an Est con la strada a est di Piazza Tienanmen e quello con Nanchizi Road. Insieme a Tian'anmenxi, è una delle due stazione che sono state costruite lungo Piazza Tienanmen. La stazione si affaccia a ovest sulla porta Tienanmen e sulla piazza omonima, a sud confina con il Museo nazionale della Cina, a nord è vicina al Tempio imperiale ancestrale e alla porta Donghuamen, mentre a est si collega al Ministero della pubblica sicurezza della Repubblica Popolare Cinese. La stazione si sviluppa lungo l’asse est-ovest di Chang’an Jie.. La stazione è disposta lungo l’asse est-ovest del Viale Chang'an.

## Struttura e impianti

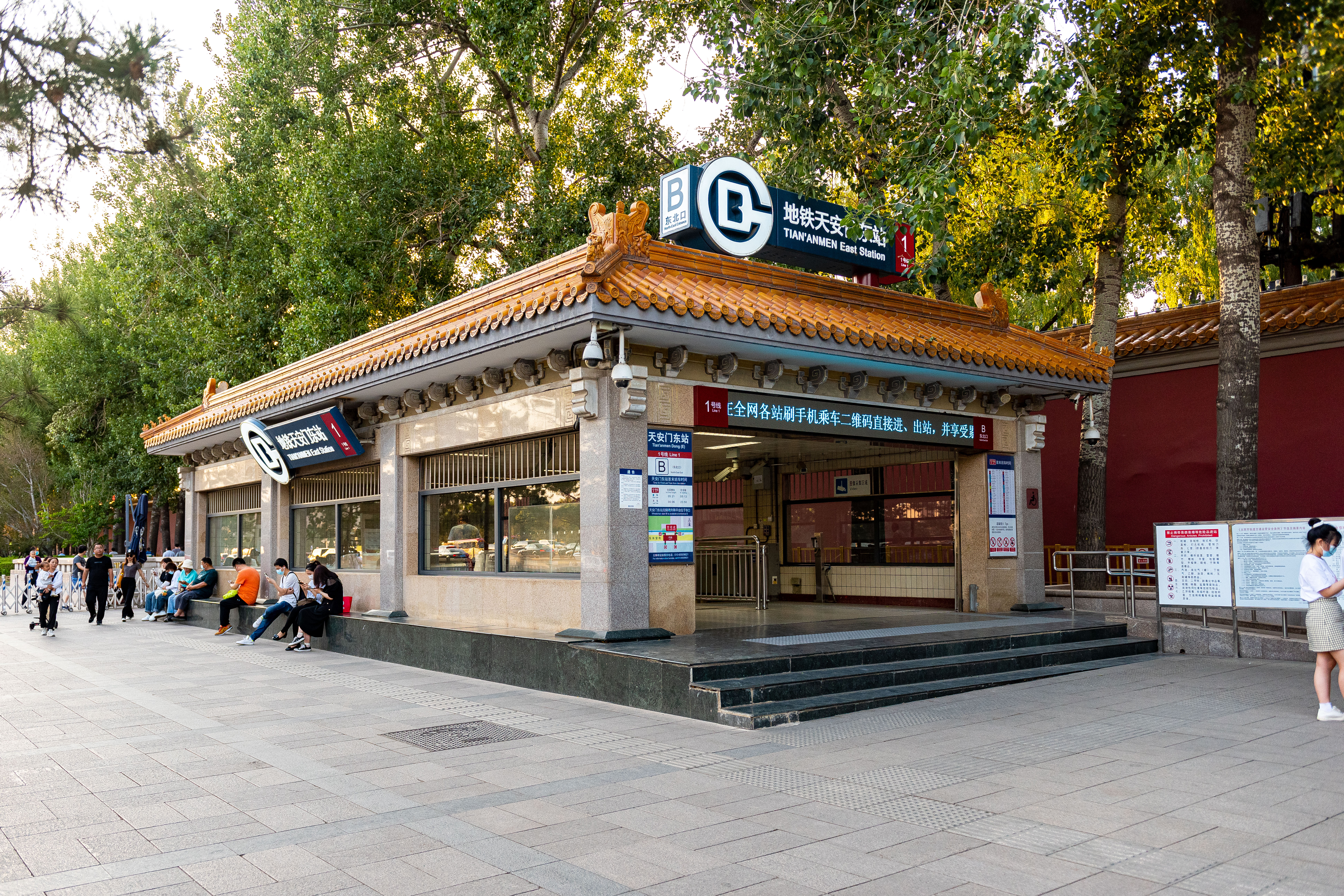
Ingresso B della stazione, costruito secondo lo stile architettonico tradizionale cinese. È l'unica entrata della stazione accessibile ai portatori di disabilità motorie.

La stazione di Tian'anmendong ha una lunghezza totale di 218,3 metri, un'altezza di 15,25 metri e una larghezza di 25,8 metri, ed è composta da tre piani sotterranei. Tian'anmendong è stata costruita con una struttura a tre campate e due colonne con delle banchine disposte a isola. Il primo piano sotterraneo non è accessibile al pubblico, il secondo piano interrato è dedicato all'atrio e alla biglietteria, mentre il terzo piano sotterraneo è riservato alle banchine.
Ci sono 4 vie collegamento tra la piattaforma e i piani superiori. La parte settentrionale della piattaforma è dedicata ai treni in direzione della stazione Gucheng, mentre la parte meridionale serve i treni diretti alla stazione Universal Resort. Per accedere all'atrio sono a disposizione 4 ingressi situati agli angoli, indicati con le lettere A, B, C e D.

## Servizi
La stazione dispone di:
- Accessibilità per portatori di handicap (montascale ingressi B)
- Emettitrice automatica biglietti
- Servizi igienici
- Sportello automatico
- Stazione video sorvegliata
- Ufficio polizia

### Orari
Il primo treno lascia la stazione di Tian'anmendong in direzione Universal Resort tutti i giorni alle 5:21, mentre l'ultimo che effettua tutta la tratta parte alle 23:23. Alcuni treni effettuano solo una parte della tratta della linea 1 − Batong, fermando alla stazione di Sihuidong, con l'ultimo treno che effettua servizio alle 00:05.
In direzione opposta, verso Gucheng, il primo treno effettua servizio alle 5:12 mentre l'ultimo alle 23:48.

## Interscambi
- Fermata autobus